# Simone
Simone Bittencourt de Oliveira (Salvador de Bahia, 25 de desembre de 1949) és una famosa cantant brasilera.
Ha cantat tant en el seu idioma matern, el portuguès, com en castellà, obtenint un èxit similar al del seu compatriota Roberto Carlos, essent també reconeguda en el món de parla hispana.
Va fer la seva primera prova de gravació el 1972 en els estudis Odeon de São Paulo, sent contractada aquest mateix any. El 1976 va gravar la cançó  O que serà, tema principal de la pel·lícula  Donya Flor i els seus dos marits , ocasió en què va conèixer el cantautor Chico Buarque. El 1977 va editar l'àlbum Face a face, considerat per la crítica com un dels millors d'aquell any.
El 1978 va llançar Cigala, el seu cinquè LP, que inclou la cançó homònima composta especialment per a ella per Milton Nascimento. La seva discografia és extensa, i entre les seves cançons més conegudes i reeditades estan  Procuro oblidar-te  (del compositor castellà Manuel Alejandro),  Pupurri  (amb temes pertanyents al cantant i compositor mexicà Armando Manzanero) i altres del seu compatriota Roberto Carlos. També ha cantat a duo amb el cubà Pablo Milanés la seva cançó titulada Yolanda, i amb Daniela Romo el 1998  El meu amor.

## Discografia

### EMI
| - 1973: Simone - 1973: Brasil export - 1973: Expo som 73: ao vivo - 1974: Festa Brasil - 1974: Quatro paredes - 1975: Gotas d'água | - 1977: Face a face - 1978: Cigarra - 1979: Pedaços - 1980: Simone ao vivo no Canecão - 1980: Simone (Atrevida) |

### Sony BMG/CBS
| - 1981: Amar - 1982: Corpo e alma - 1983: Delírios e delícias - 1984: Desejos - 1985: Cristal - 1986: Amor e paixão - 1987: Vício - 1988: Sedução | - 1989: Simone (Tudo por amor) - 1991: Raio de luz - 1991: Simone: «Procuro olvidarte» (en castellà, a dúo amb Hernaldo Zúñiga) - 1993: Sou eu - 1993: La distancia (en castellà) - 1995: Simone Bittencourt de Oliveira - 1995: Dos enamoradas (en castellà) |

### Universal/PolyGram
| - 1995: 25 de dezembro - 1996: Café com leite - 1996: 25 de diciembre (en castellà) - 1997: Brasil, O Show (ao vivo) | - 1998: Loca (en castellà) - 2000: Fica comigo esta noite - 2001: Seda pura - 2002: Feminino (ao vivo) |

### EMI
- 2004: Baiana da gema (en CD i DVD)
- 2005: Simone ao vivo

### Biscoito Fino
- 2008: Amigo é casa, amb Zélia Duncan (en CD i DVD)

### EMI-Odeon
- 2009 O canto da cigarra no anos 70 (en Cd)

### Cançons de Simone difoses entelenovel·lesbrasileres
| - Um desejo só não basta (Corpo a corpo), Sony - Pensamentos (Explode coração), Universal - Íntimo (Uma esperança no ar), Sony - Naquela noite com Yoko (Brilhante), Sony - Quem é Você (A próxima vítima), Sony - É festa (Senhora do destino), Universal - Sentimental demais (Laços de família), Universal - Será (Perigosas peruas), Sony - Desafio (Mulheres de areia), Sony - Apaixonada(Pantanal), Sony - Então Me Diz (Belíssima), EMI - Raios de Luz (De corpo e alma), Sony - Muito Estranho (Desejos de mulher), Universal - Veneziana (A lua me disse), EMI - Seu Corpo (Sassaricando), Sony | - Loca-Crazy (Torre de Babel), Universal - Tô Que Tô (Sol de verão), Sony - Anjo de Mim (Anjo de mim), Sony - Em Flor (Roda de fogo), Sony - Amor explícito (Corpo santo), Sony - Carta Marcada (Araponga), Sony - Beija, Me Beija, Me Beija (O amor está no ar), Universal - Uma Nova Mulher (Tieta), Sony - Sob Medida (Os gigantes), EMI - Saindo de Mim (Chega mais), EMI - Medo de Amar nº 2 (Sinal de alerta), EMI - Povo da Raça Brasil (Terras do sem fim), EMI - Mulher da Vida (Champagne), Sony - O Tempo Não Pára (O salvador da pátria), Sony | - Começar de Novo (Malu mulher), EMI - A Outra (Roque Santeiro), Sony - Desesperar jamais (Água viva), EMI - Face a Face (O pulo do gato), EMI - Valsa do Desejo (Força de um desejo), Universal - Mundo Delirante (Elas por elas), Sony - Vento nordeste (Pé de vento), EMI - Existe um céu (Paraíso tropical), EMI - Jura secreta (O profeta e Memórias de amor), EMI - Cigarra (Cara a cara), EMI' - Ela disse-me assim (Os imigrantes, Terceira geração), EMI - Então vale a pena (Salário mínimo), EMI - O que será (Dona Flor e seus dois maridos), EMI - Enrosco (Paixões proibidas), EMI |

## Àlbums venuts
| - Simone (1972): 5 000 - Quatro Paredes (1974): 50 000 - Gota d'Água (1975): 50 000 - Face a Face (1977): 140 000 - Cigarra (1978): 140 000 - Pedaços (1979): 250 000 - Ao Vivo (1980): 300 000 - Simone (1980): 300 000 - Amar (1981): 400 000 - Corpo e Alma (1982): 700 000 | - Delírios e Delícias (1983): 300 000 - Desejos (1984): 300 000 - Cristal (1985): 500 000 - Amor e Paixão (1986): 800 000 - Sedução (1988): 250 000 - Simone (1989): 250 000 - Raio de Luz (1991): 100 000 - Simone Bittencourt de Oliveira (1995): 300 000 - 25 de Dezembro (1995): 1,2 milions - Café com Leite (1996): 600 000 | - 25 de diciembre (1996): 2 milions - Brasil, o show (1997): 100 000 - Loca (1998): 100 000 - Fica comigo esta noite (2000): 100 000 - Seda pura (2001): 68 000 - Feminino (2002): 53 000 - Baiana da gema (2004): 50 000 - Ao vivo (2005): 100 000 - Ao vivo (2006) (DVD): 25 000 |

 Total (2006) : 7,2 milions de discs

## Espectacles
| - 1973: Panorama brasileiro, Fira Brasil Export de Bruxelas (Bèlgica) i Olympia de París (França). - 1973: Simone, gira per Estats Units i Canada. - 1973: Expo 73, Esporte Clube Pinheiros, São Paulo. - 1977: Projeto Pixinguinha, teatre Dulcina, Rio de Janeiro i gira nacional. - 1978: Cigarra, Canecão, Rio de Janeiro. - 1979: Pedaços, Canecão i gira nacional. - 1981: Simone, Maracanãzinho, Rio de Janeiro. - 1982: Canta Brasil, estadi Morumbi, São Paulo. - 1982: Corpo e alma, Canecão, Rio de Janeiro. - 1992: Sou eu, Morumbi, São Paulo. - 1997: Brasil, o Show, Metropolitan, Rio de Janeiro. - 2000: Fica comigo esta noite, Canecão, Rio de Janeiro. | - 2004: Baiana da Gema, Tom Brasil, São Paulo. - 2004: Baiana da Gema, Canecão, Rio de Janeiro. - 2004: Baiana da Gema, Scala, Rio de Janeiro. - 2005: Baiana da Gema, Claro Hall, Rio de Janeiro. - 2006: Projeto Credicard Vozes, Bourbon Street, São Paulo. - 2006: Simone Canecão, Rio de Janeiro. - 2006: Simone e Ivan Lins, teatro Au-Rene, Broward Center, Miami. - 2006: Tom Acústico com Zélia Duncan, Tom Brasil, São Paulo. - 2007: Santos Coliseum - 2007: Casino, Estoril, Portugal. - 2008: National tour in Brazil, Amigo é casa, amb Zelia Duncan. - 2009: National tour in Portugal, Amigo é casa, amb Zelia Duncan. |